# 大阪府立枚方なぎさ高等学校
大阪府立枚方なぎさ高等学校（おおさかふりつ ひらかたなぎさこうとうがっこう）は、大阪府枚方市磯島元町にある公立高等学校。

## 概要
前身の全日制普通科高等学校2校（大阪府立枚方西高等学校・大阪府立磯島高等学校）の統合によって2004年に設立された。高校版EMS宣言校でもある。
開校当初は全日制普通科総合選択制の高等学校だったが、2019年入学生以降全日制総合学科に改編された。
知的障害の生徒を積極的に受け入れており、自立支援のための「ピア」と呼ばれる専門コース（選択科目以外は健常者と同じ）が導入されている。

## 沿革
前身校のひとつ、大阪府立枚方西高等学校は1979年、全日制普通科高等学校として枚方市伊加賀西町に開校した。またもう一つの前身校、大阪府立磯島高等学校は1983年、全日制普通科高等学校として枚方市磯島元町に開校した。
大阪府教育委員会は2002年、「府立高校特色づくり・再編整備計画」により、枚方西高校と磯島高校とを統合して全日制普通科総合選択制の新高校を設置する構想を打ち出した。
構想に基づき、2004年に大阪府立枚方なぎさ高等学校が開校した。枚方なぎさ高等学校の敷地は、旧磯島高等学校の敷地を継承した。これに伴い従来の枚方西・磯島の両校は募集停止となり、最終学年の卒業生を出した2006年3月に閉校となった。
旧枚方西高等学校の跡地は、旧枚方市立村野中学校跡地との土地交換で枚方市の市有地となり、枚方市立伊加賀スポーツセンターが開設された。
2019年から普通科総合選択制を総合学科へ改編した。

### 年表
- 1979年4月 - 大阪府立枚方西高等学校開校。
- 1983年4月 - 大阪府立磯島高等学校開校。
- 2004年4月 - 普通科総合選択制の大阪府立枚方なぎさ高等学校が開校。
- 2006年3月 - 大阪府立枚方西高等学校、大阪府立磯島高等学校閉校。
- 2019年4月 - 普通科総合選択制を廃止し総合学科に改編。

## 出身者
（枚方西高等学校）
- 2代目桂南天 - 落語家
- 小松則幸 - プロボクサー
- Janne Da Arc - ヴィジュアル系ロックバンド。
- 笑福亭鶴松 - 落語家
- 山田尚幸 - プロサッカー選手

（磯島高等学校）
- COWCOW - お笑いコンビ
- 大熊隆太郎 など - 劇団壱劇屋メンバー
- 好井まさお - 芸人（元井下好井）
- 椿原龍矢 - K-1チャンピオン

## 交通
- 京阪本線 御殿山駅 南へ約600m